# Norbert Bertelsbeck
Norbert Bertelsbeck (geboren 1958 in Coesfeld, Westfalen) ist ein deutscher Science-Fiction-Autor. Er verfasste in den 1980er Jahren zwei Science-Fiction-Romane. 2025 erschien ein weiterer Roman. 

## Bibliografie
Romane
- Aufzeichnungen einer verlorenen Zukunft. Edition Durabel, Giessen 1984, DNB 850641985.
- Menschen nach ihrem Bilde : Eine utopische Geschichte aus der Wirklichkeit. Focus, Giessen 1985, ISBN 3-88349-318-X.
- Chloros - die Jagd nach dem grünen Code. BoD 2025, ISBN 3769313771.